# マノ川同盟

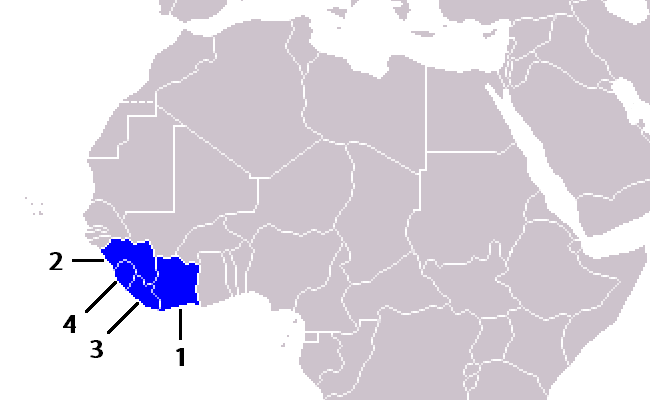
マノ川同盟

マノ川同盟（Mano River Union、MRU）は、西アフリカの国際機関。加盟国間で経済協力を行い、経済を発展させることを目的としている。加盟国は2009年現在、リベリア (3)、シエラレオネ (4)、ギニア (2)、コートジボワール (1) の4ヶ国である。名称は、ギニア国境近くの高地に発し、シエラレオネ・リベリア両国の国境をなすマノ川に由来する。
マノ川同盟は1973年、リベリアのウィリアム・トルバート政権と、シエラレオネのシアカ・スティーブンス政権の間で合意され、設立された。1980年にはギニアが加入したものの、1990年代にはリベリア内戦が、次いでシエラレオネ内戦が勃発し、同盟は機能を停止していた。
しかし、両国の内戦が終結したのを受け、2004年5月20日、ギニアのランサナ・コンテ、シエラレオネのアフマド・テジャン・カバー、リベリアのジュデ・ブライアントの3首脳が会談し、正式に再開された。その後、2008年4月1日にコートジボワールがリベリアのエレン・ジョンソン・サーリーフ大統領の要請によって同盟に加入した。
現在の主席は、エレン・ジョンソン・サーリーフである。